# Kanton Rohrbach-lès-Bitche
Der Kanton Rohrbach-lès-Bitche war zwischen 1790 und 2015 ein französischer Wahlkreis im Arrondissement Sarreguemines, im Département Moselle und in der Region Lothringen. Der Kanton wurde 2015 in den Kanton Bitche integriert.

## Geschichte
Der Kanton wurde am 4. März 1790 im Zuge der Einrichtung der Départements als Teil des damaligen „Distrikts Bitsch“ gegründet.
Von 1871 bis 1919 sowie von 1940 bis 1944 gab es keine weitere Untergliederung des damaligen „Kreises Saargemünd“.

## Geografie
Der Kanton lag im westlichen Teil des Bitscher Ländchens (Pays de Bitche), zu dem noch die Kantone Volmunster und Bitche gehörten und östlich der Saarniederung in einem überwiegend landwirtschaftlichen Gebiet lagen. Höchstgelegener Punkt war das Sauereck bei Lambach mit 429 m, niedrigster Ort Kalhausen mit 203 m.

## Gemeinden
Einzige Gemeinde über 2.000 Einwohner war der Hauptort Rohrbach-lès-Bitche mit 2.115 Ew. (1999).
| Gemeinde                                  | Einwohner | Code postal | Code Insee |
| ----------------------------------------- | --------- | ----------- | ---------- |
| Achen                                     | 938       | 57412       | 57006      |
| Bettviller (Bettweiler)                   | 743       | 57410       | 57074      |
| Bining (Binningen)                        | 1.155     | 57410       | 57083      |
| Enchenberg                                | 1.192     | 57415       | 57192      |
| Etting (Ettingen)                         | 778       | 57412       | 57201      |
| Gros-Réderching (Groß Rederchingen)       | 1.139     | 57410       | 57261      |
| Kalhausen                                 | 799       | 57412       | 57355      |
| Lambach                                   | 562       | 57410       | 57376      |
| Montbronn (Mombronn)                      | 1.668     | 57415       | 57477      |
| Petit-Réderching (Klein Rederchingen)     | 1.562     | 57410       | 57535      |
| Rahling (Rahlingen)                       | 793       | 57410       | 57561      |
| Rohrbach-lès-Bitche (Rohrbach bei Bitsch) | 2.115     | 57410       | 57589      |
| Schmittviller (Schmittweiler)             | 289       | 57412       | 57636      |
| Siersthal                                 | 694       | 57410       | 57651      |
| Soucht (Sucht)                            | 1.188     | 57960       | 57658      |